# 禾叶眼子菜
禾叶眼子菜（学名：Potamogeton gramineus），为眼子菜科眼子菜属下的一个种。

## 扩展阅读
維基物種上的相關：禾叶眼子菜